# Arcángel: BZRP Music Sessions, Vol. 54
«Arcángel: BZRP Music Sessions, Vol. 54» es una canción del productor argentino Bizarrap y el cantante estadounidense Arcángel, perteneciente a las BZRP Music Sessions del primero. Fue lanzada el 22 de marzo de 2023 a través de Dale Play Records. Fue escrito por Bizarrap, Arcángel, Robert Rodriguez y Santiago Alvarado.

## Antecedentes y promoción
Tras unos meses del lanzamiento de la «BZRP Music Sessions, Vol. 53» junto a Shakira, el 20 de marzo de 2023 Bizarrap publicó en sus redes sociales un adelanto de su próxima sesión. El 21 de marzo, un día antes de la publicación, el productor confirma que se trata de una colaboración con el rapero y cantante estadounidense Arcángel.

## Vídeo musical
El videoclip se estrenó el 22 de marzo de 2023, en simultáneo con la canción que acompaña. En él se aprecia a Arcángel interpretando la canción sin camiseta, con numerosas cadenas y pulseras y un gorro blanco, mientras que Bizarrap utiliza su característica gorra y una camiseta de la selección argentina con el nombre del futbolista Paulo Dybala.

## Posicionamiento en listas
| Lista (2023)                     | Mejor posición |
| -------------------------------- | -------------- |
| Argentina Hot 100 (Billboard)    | 9              |
| Bolivia Songs (Billboard)        | 11             |
| Centroamérica (Monitor Latino)   | 11             |
| Chile Songs (Monitor Latino)     | 11             |
| Colombia Songs (Billboard)       | 6              |
| Ecuador Pop (Monitor Latino)     | 19             |
| Ecuador Songs (Billboard)        | 10             |
| España (Promusicae)              | 3              |
| Global 200 (Billboard)           | 30             |
| Global 200 Excl. U.S (Billboard) | 22             |
| Honduras (Monitor Latino)        | 7              |
| Hot Latin Songs (Billboard)      | 34             |
| Nicaragua (Monitor Latino)       | 7              |
| Panamá (Monitor Latino)          | 8              |
| Paraguay Pop (Monitor Latino)    | 15             |
| Perú Pop (Monitor Latino)        | 4              |
| Peru Songs (Billboard)           | 11             |
| Venezuela (Monitor Latino)       | 19             |

## Certificaciones
| País (organismo certificador) | Certificación | Unidades certificadas |
| ----------------------------- | ------------- | --------------------- |
| España (PROMUSICAE)           | Platino       | 60 000                |
| México (AMPROFON)             | Oro           | 70 000                |